# Teucholabis (Teucholabis) nigrosignata
Teucholabis (Teucholabis) nigrosignata is een tweevleugelige uit de familie steltmuggen (Limoniidae). De soort komt voor in het Neotropisch gebied.